# Католика
Католика је насеље у Италији у округу Римини, региону Емилија-Ромања.
Према процени из 2011. у насељу је живело 16189 становника. Насеље се налази на надморској висини од 11 м.

## Становништво
| 1951. | 1961.  | 1971.  | 1981.  | 1991.  | 2001.  | 2011.  |
| ----- | ------ | ------ | ------ | ------ | ------ | ------ |
| 8.686 | 12.969 | 15.623 | 15.599 | 15.115 | 15.743 | 16.550 |